# Krîve, Pidvolociîsk
Krîve (în ucraineană Криве) este o comună în raionul Pidvolociîsk, regiunea Ternopil, Ucraina, formată numai din satul de reședință.

## Demografie
Componența lingvistică a comunei Krîve
     Ucraineană (99,74%)
     Alte limbi (0,26%)
Conform recensământului din 2001, majoritatea populației comunei Krîve era vorbitoare de ucraineană (99,74%), existând în minoritate și vorbitori de alte limbi.